# The Wages of Sin (film fra 1918)
The Wages of Sin er en britisk stumfilm fra 1918 af Arrigo Bocchi.

## Medvirkende
- Kenelm Foss
- Mary Odette - Mary Crookenden
- Mary Marsh Allen - Jenny Parris
- Hayford Hobbs - Lance Crookenden
- Charles Vane - Cyprian Aldham
- Edward O'Neill - Bill Parris
- Bert Wynne - Steve Kingdom
- Arthur Walcott - Isaacstein
- Judd Green - Wilmot
- Harry Lofting - Prust